# Liste der Kunstwerke im öffentlichen Raum in Graz/Eggenberg
Diese Liste der Kunstwerke im öffentlichen Raum in Graz/Eggenberg enthält die auf „OFFSITE_GRAZ“ (Oeffentliche Kunst seit fuenfundvierzig) gelisteten permanenten Kunstwerke im öffentlichen Raum (Public Art) im Grazer Stadtbezirk Eggenberg. OFFSITE_GRAZ wurde im Auftrag der Stadt Graz, in Koordination mit dem Kulturamt, entwickelt und umfasst einen Zeitraum bis 2011.

## Profane Kunstwerke
| Foto |                 | Name                      | Typ     | Standort                                                                  | Künstler            | Datierung | Beschreibung | Metadaten           |
| ---- | --------------- | ------------------------- | ------- | ------------------------------------------------------------------------- | ------------------- | --------- | ------------ | ------------------- |
| ja   | Datei hochladen | Doppelkegelstein ID: 1093 |         | Behinderten-Wohnhaus, Algersdorfer Straße 33-53 Standort                  | Othmar Krenn        | 1984      |              | Standort: Eggenberg |
| BW   | Datei hochladen | Tierschutzmahnmal ID: 961 | Denkmal | Pädagogische Akademie der Diözese Graz-Seckau, Georgigasse 85-89 Standort | Manfred Gollowitsch | 1998      |              | Standort: Eggenberg |
| BW   | Datei hochladen | Weiblicher Torso ID: 963  |         | Pädagogische Akademie der Diözese Graz-Seckau, Georgigasse 85-89 Standort | Manfred Gollowitsch | 1980      |              | Standort: Eggenberg |
| BW   | Datei hochladen | Wandmalerei ID: 971       |         | LKH West, Göstinger Straße 22 Standort                                    | Franz Graf          | 2000      |              | Standort: Eggenberg |
| BW   | Datei hochladen | Erythrozyten ID: 1106     |         | LKH West, Göstinger Straße 22 Standort                                    | Hans Kupelwieser    | 2001      |              | Standort: Eggenberg |
| ja   | Datei hochladen | Scheibenstein ID: 1094    |         | UKH-Eggenberg, Versicherungsgebäude, Göstinger Straße 24 Standort         | Othmar Krenn        | 1980      |              | Standort: Eggenberg |

## Sakrale Kunstwerke
| Foto |                 | Name                                                                           | Typ | Standort                                                                                           | Künstler              | Datierung | Beschreibung | Metadaten           |
| ---- | --------------- | ------------------------------------------------------------------------------ | --- | -------------------------------------------------------------------------------------------------- | --------------------- | --------- | ------------ | ------------------- |
| BW   | Datei hochladen | Altarbild und Kreuzwegbilder ID: 993                                           |     | Krankenhaus der Barmherzigen Brüder, Messkapelle Schmerzhaft Mutter Gottes, Bergstraße 24 Standort | Toni Hafner           |           |              | Standort: Eggenberg |
| BW   | Datei hochladen | Gestaltung der Altarwand ID: 1524                                              |     | Pädagogische Akademie der Diözese Graz-Seckau, Messkapelle, Georgigasse 85-89 Standort             | Wladimir Zagorodnikow | 1968      |              | Standort: Eggenberg |
| BW   | Datei hochladen | Mensa, Tabernakel, Ambo ID: 1171                                               |     | Schulschwesternkirche Unbefleckte Empfängnis, Georgigasse 84 Standort                              | Gerhardt Moswitzer    | 1969/70   |              | Standort: Eggenberg |
| BW   | Datei hochladen | Fastentuch ID: 1414                                                            |     | Schulschwesternkirche Unbefleckte Empfängnis, Georgigasse 84 Standort                              | Rudolf Szyszkowitz    | 1972/75   |              | Standort: Eggenberg |
| ja   | Datei hochladen | Hauptaltar, Ambo, Taufbecken ID: 962                                           |     | Schutzengelkirche, Hauseggerstraße 72 Standort                                                     | Manfred Gollowitsch   | 1994      |              | Standort: Eggenberg |
| BW   | Datei hochladen | Engeltüre ID: 1427                                                             |     | Schutzengelkirche, Hauseggerstraße 72 Standort                                                     | Edith Temmel          | 1996      |              | Standort: Eggenberg |
| ja   | Datei hochladen | Lichtwand ID: 1428                                                             |     | Schutzengelkirche, Hauseggerstraße 72 Standort                                                     | Edith Temmel          | 1996      |              | Standort: Eggenberg |
| ja   | Datei hochladen | Christus als Mittler zwischen Gott und den Menschen, Engel ID: 1525            |     | Schutzengelkirche, Altarwand, Hauseggerstraße 72 Standort                                          | Kurt Zisler           | 1996      |              | Standort: Eggenberg |
| BW   | Datei hochladen | Engel ID: 1429                                                                 |     | Schutzengelkirche, Aussprachezimmer, Hauseggerstraße 72 Standort                                   | Edith Temmel          | 1997      |              | Standort: Eggenberg |
| BW   | Datei hochladen | Taufe Christi ID: 1077                                                         |     | Schutzengelkirche, Schutzengelsaal, Hauseggerstraße 72 Standort                                    | Othmar Klemencic      | 1972      |              | Standort: Eggenberg |
| BW   | Datei hochladen | Altarwandgestaltung ID: 932                                                    |     | Schutzengelkirche, Werktagskapelle, Hauseggerstraße 72 Standort                                    | Josef Fink            | 1996      |              | Standort: Eggenberg |
| BW   | Datei hochladen | Schutzmantelmadonna ID: 1078                                                   |     | Schutzengelkirche, Werktagskapelle, Hauseggerstraße 72 Standort                                    | Othmar Klemencic      | 1972      |              | Standort: Eggenberg |
| BW   | Datei hochladen | Kreuzwegreliefs ID: 1075                                                       |     | Kirche Allerheiligen in Baierdorf, Hauseggerstraße 72 Standort                                     | Othmar Klemencic      | 1973      |              | Standort: Eggenberg |
| BW   | Datei hochladen | Kruzifix ID: 968 HERIS-ID: 51436 Objekt-ID: 57084                              |     | Vierzehn-Nothelfer-Kirche, Nothelferweg 12 Standort                                                | Wilhelm Gösser        | 1946      |              | Standort: Eggenberg |
| BW   | Datei hochladen | Hl. Dreifaltigkeit, Granatapfel ID: 984 HERIS-ID: 51436 Objekt-ID: 57084       |     | Vierzehn-Nothelfer-Kirche, Nothelferweg 12 Standort                                                | Toni Hafner           | 1950      |              | Standort: Eggenberg |
| BW   | Datei hochladen | Herz-Jesu, Herz-Mariä, Kreuzwegbilder ID: 985 HERIS-ID: 51436 Objekt-ID: 57084 |     | Vierzehn-Nothelfer-Kirche, Nothelferweg 12 Standort                                                | Toni Hafner           | 1950 (?)  |              | Standort: Eggenberg |
| BW   | Datei hochladen | Hl. Johannes von Gott ID: 986 HERIS-ID: 51436 Objekt-ID: 57084                 |     | Vierzehn-Nothelfer-Kirche, rechte Kapelle, Nothelferweg 12 Standort                                | Toni Hafner           | 1950      |              | Standort: Eggenberg |
| ja   | Datei hochladen | Apotheose des hl. Vinzenz von Paul ID: 987 HERIS-ID: 51432 Objekt-ID: 57079    |     | St. Vinzenz in Graz-Eggenberg, Chorwand, Vinzenzgasse 42 Standort                                  | Toni Hafner           | 1956      |              | Standort: Eggenberg |
| ja   | Datei hochladen | Altar, Ambo, Kreuz, Osterleuchter ID: 1043 HERIS-ID: 51432 Objekt-ID: 57079    |     | St. Vinzenz in Graz-Eggenberg, Vinzenzgasse 42 Standort                                            | Erwin Huber           | 1985      |              | Standort: Eggenberg |
| BW   | Datei hochladen | Altar, Tabernakel ID: 1142 HERIS-ID: 51432 Objekt-ID: 57079                    |     | St. Vinzenz in Graz-Eggenberg, Kapelle der Barmherzigkeit, Vinzenzgasse 42 Standort                | Ulf Mayer             | 1990–1991 |              | Standort: Eggenberg |
| BW   | Datei hochladen | Barmherzigkeit ID: 1500 HERIS-ID: 51432 Objekt-ID: 57079                       |     | St. Vinzenz in Graz-Eggenberg, Kapelle der Barmherzigkeit, Vinzenzgasse 42 Standort                | Kurt Welther          | 1990–1991 |              | Standort: Eggenberg |

## Quelle
- OFFSITE_GRAZ. Oeffentliche Kunst seit fuenfundvierzig. Abgerufen am 11. März 2018.